# Nastro rosso

Il nastro rosso

Il nastro rosso, chiamato anche fiocchetto rosso, ha diversi significati in contesti differenti.

## Simbolo della lotta contro l'AIDS
Il nastro rosso è il simbolo internazionale della lotta contro l'AIDS, ed è venuto alla ribalta durante i Tony Awards del 1991. Ha avuto una forte componente psicologica nella lotta contro l'AIDS, anche se recentemente ha perso popolarità. Il nastro rosso è un esempio (forse il più famoso) di nastro della consapevolezza, in cui piccoli fiocchi di vari colori piegati ad occhiello, o loro raffigurazioni, sono adottati come simboli per il sostegno a una determinata causa o campagna civile.

### Discussione sulle origini
L'origine del fiocco ha dato vita a diverse discussioni. Molti lo attribuiscono a Frank Moore, un pittore newyorkese che avrebbe inviato il progetto alla Visual AIDS Artist Caucus. Altri invece lo attribuiscono a Paul Jabara, cantante, paroliere e attore morto di AIDS nel 1992. Per altri il simbolo è da attribuire a Freddie Mercury che durante una tournée usava un foulard rosso legato in vita. In ogni caso, è indubbio che l'idea sia stata concepita attorno al 1991, poco prima dei Tony Awards.

### Significato del nastro rosso
La Red Ribbon Foundation descrive così il significato del nastro rosso:
Il Nastro Rosso è...

Rosso, come l'amore, per essere simbolo di passione e tolleranza verso chi è colpito.
Rosso, come il sangue, per rappresentare il dolore causato dalla morte di tante persone per l'AIDS.
Rosso, come la rabbia per il come siamo indifesi nell'affrontare una malattia per la quale non c'è ancora possibilità di cura.
Rosso come segno di avvertimento da non ignorare uno dei più grandi problemi del nostro tempo.»

## Simbolo della lotta alle droghe
Ogni anno negli USA, la Drug Enforcement Administration designa una Settimana Nazionale del Fiocco Rosso, durante la quale invita i cittadini ad indossare i nastri rossi come simbolo per dire 'no alla droga'. Molte scuole distribuiscono agli studenti i nastri durante questa settimana incoraggiandoli ad indossarli.

## Premio fieristico
Alle fiere statunitensi, il nastro rosso è dato in premio al concorrente che raggiunge il secondo posto. A volte è usato per il primo posto in Canada. In alcune competizioni, come quelle ortofrutticole, il nastro rosso è dato in premio ai progetti che raggiungono alcuni degli obbiettivi richiesti ma falliscono in altri. Ai progetti di migliore qualità viene attribuito il nastro blu.